# إديث إليس
إديث إليس (بالإنجليزية: Edith Ellis) هي كاتبة مسرحية وكاتِبة وممثلة أمريكية، ولدت في 1876، وتوفيت في 27 ديسمبر 1960.

## وصلات خارجية
- إديث إليس على موقع IMDb (الإنجليزية)
- إديث إليس على موقع IMDb (الإنجليزية)
- إديث إليس على موقع قاعدة بيانات برودواي على الإنترنت (الإنجليزية)
- إديث إليس على موقع قاعدة بيانات برودواي على الإنترنت (الإنجليزية)
- إديث إليس على موقع قاعدة بيانات الفيلم (الإنجليزية)